# Tritenii de Jos
Tritenii de Jos – wieś w Rumunii, w okręgu Kluż, w gminie Tritenii de Jos. W 2011 roku liczyła 1298 mieszkańców.